# 布瓦瑟伊 (多尔多涅省)
布瓦瑟伊（法語：Boisseuilh，法語發音：[bwasœj]）是法国多尔多涅省的一个市镇，属于佩里格区。

## 地理
布瓦瑟伊（45°17'18"N, 1°10'41"E）面积11.9 平方千米，位于法国新阿基坦大区多爾多涅省，该省份为法国西南部内陆省份，是法國本土面积第三大的省，大致对应佩里戈尔地区，北起顺时针与夏朗德省、上维埃纳省、科雷兹省、洛特省、洛特-加龙省、吉倫特省和滨海夏朗德省接壤。
与布瓦瑟伊接壤的市镇（或旧市镇、城区）包括：热尼、巴德福勒当斯、谢尔韦-屈巴、欧特福尔、圣特里、泰洛特。

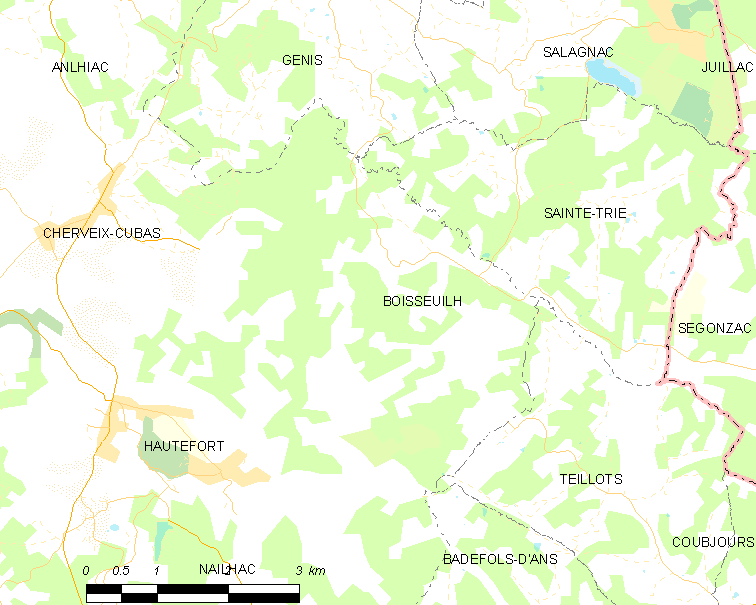
的OSM定位图

布瓦瑟伊的时区为UTC+01:00、UTC+02:00（夏令时）。

## 行政
布瓦瑟伊的邮政编码为24390，INSEE市镇编码为24046。

## 政治
布瓦瑟伊所属的省级选区为上黑色佩里戈尔县。

## 人口

1962-2008年间人口变化图示

布瓦瑟伊于2022年1月1日时的人口数量为110人。